# Антон Веберн
Антон Веберн, також Антон фон Веберн (нім. Anton Webern або Anton von Webern, 3 грудня, 1883, Відень — 15 вересня 1945 Міттерзілль, поблизу Зальцбурга Австрія) — австрійський композитор, диригент представник «Нової віденської школи».

## Біографія
Антон Веберн був сином гірського інженера Карла фон Веберна, що служив чиновником в
міністерстві сільського господарства. Мати Веберна Амалія (вроджена Гер), дочка м'ясника
цікавилася мистецтвом і була піаністкою-любителькою. У юності Антон жив у Відні та Граці, відвідував гімназію в Клагенфурте (Каринтія). З 1895 став серйозно займатися музикою. Д-р Едвін Комауер навчав його грі на фортепіано і віолончелі.
Закінчивши гімназію у 1902 році, Веберн поступив у Віденський університет, де вивчав філософію, а також музикологію у класі Гвідо Адлера . У 1906 році завершує університетські студії, отримавши науковий ступінь доктора філософії за дослідження збірника духовних творів Генріха Ізаака «Choralis Constantinus» (1550—1555). Ще під час навчання в університеті (1904), Веберн знайомиться з Арнольдом Шенберґом, і входить у гурток його учнів із композиції. Незабаром, завдяки Веберну, до цих занять долучається Альбан Берг. Їх тріумвірат увійшов до історії музики під назвою «Нової віденської школи», і сам Веберн вважав, що Шенберґ — голова, а він і Берг — крила Шенберґа.
З 1906 року Веберн працював оперним і симфонічним диригентом у містах Австрії і Німеччини, а також у Празі. У роки Першої світової війни (1915) був мобілізований до армії, проте через поганий зір був звільнений наступного року. Після війни активно працював диригентом в організованому Шенбергом Товаристві закритих концертів (1918—1922), також керував багатьма аматорськими робітничими оркестрами та хорами, з якими провадив величезну роботу (про це свідчить, зокрема виконання таких творів, як Дев’ята симфонія Бетховена, Восьма симфонія Малера). З 1927 року був диригентом оркестру Віденського радіо, з яким Веберн на запрошення лондонського оркестру BBC гастролював у Великій Британії.
Життя Веберна обірвалося трагічно незабаром після закінчення війни в Міттерзіллі, зайнятому тоді американськими військами. 15 вересня 1945 близько 10 години вечора, вийшовши з будинку свого зятя Маттеля, щоб викурити дорогу американську сигару, отриману в подарунок від зятя, Веберн був застрелений із пістолета трьома пострілами в упор солдатом (кухарем) американської армії, що помилково прийняв спалах сірника, запаленого Веберном, за щось інше. Кухар виправдався тим, що стріляв з метою самооборони, будучи у збудженому (а точніше, нетверезому) стані. Вдові Веберна Вільгельміне довелося доводити американським властям у письмовій формі, що її чоловік за станом здоров'я і за своїми принципами «не міг нападати на кого-небудь, особливо на солдата».
Веберн виховав безліч учнів. Один із них, Пилип Гершковіч, в перебігу багатьох років (1941—1999) жив у Радянському Союзі, ведучи активну педагогічну діяльність.

## Творчість

Веберн у своїй студії, м. Медлінг, літо 1930

Учень і послідовник творця т. з. «атональної» школи Арнольда Шенберґа, Веберн довів її принципи до крайніх форм виразу. Він використовував у своїх творах додекафонічну і серійну техніку. Для його музики характерні гранична афористичність, стислість, лаконізм, економія і концентрація музичних виразних засобів, а також строгість, піднесеність та ірреальність музичних образів. Гранична звукова рафінованість поєднується в музиці Веберна з жорсткою конструктивною схемою і абстрактністю мислення.
Він автор симфонічних, камерно-інструментальних, вокальних і хорових творів, з яких тільки 31 помічені номерами opus’ів. Він також автор літературних праць, поезії, драми «Мертвий» (1913) музичних досліджень і статей, аналізів власної музики, циклу бесід «Шлях до нової музики», виданого посмертно в 1960, і т. д.
Творчість Веберна справила величезний вплив на розвиток післявоєнного музичного авангарду на Заході, включаючи таких композиторів як Стравінський, Булез, Штокгаузен, Ноно, Мадерна, Лігеті та ін. В 1960-х роках з епохою «відлиги» творчість Веберна стає відомою в СРСР і справляє значний вплив на композиторів «шістдесятників» — Денисова, Шнітке, Губайдуліну, Канчелі а також українських композиторів — В. Сильвестрова, В. Годзяцького та Л. Грабовського.

## Твори, позначені опусом
- Op. 1 — Пасакалія для оркестру (1908);
- Op. 2 — Entflieht auf Leichten Kähne для змішаного хору

на вірші Стефана Георге з «Сьомого кільця» (1908);
- Op. 3 — П'ять пісень для голосу і фортепіано

на вірші Стефана Георге (1908—1909, також ред. 1920);
1. «Dies ist ein Lied» / «Ця пісня тільки для тебе»;
2. «Im Windesweben» / «У подиху вітру»;
3. «An Bachesrand» / «На березі струмка»;
4. «Im Morgentaun» / «По ранковій росі»;
5. «Kahl Reckt der Baum» / «Голе дерево»;
- Op. 4 — П'ять пісень для голосу і фортепіано

на вірші Стефана Георге (1908—1909);
1. Eingang («Welt der Gestalten») / «Вхід»;
2. «Noch zwingt mich Treue» / «Ще примушує мене вірність»;
3. «Ja, Heil und Dank dir» / «Хвала і подяка тобі»;
4. «So ich traurig bin» / «Я такий засмучений»;
5. «Ihr tratet zu dem Herde» / «Ви підійшли до вогнища»;
- Op. 5 — П'ять п'єс для струнного квартету (1909);
- Op. 6 — Шість п'єс для великого оркестру (1909, друга ред. 1928);
- Op. 7 — Чотири п'єси для скрипки і фортепіано (1910, остаточна ред. 1914);
- Op. 8 — Дві пісні для голосу і ансамблю

(кларнет, бас-кларнет, валторна, труба, челеста, арфа, скрипка, альт і віолончель)
на вірші Райнера Марії Рільке) (1910, ред. 1921 і 1925);
1. «Du, der ich’s nicht sage» / «Ти, від якої я завжди приховую»;
2. «Du machst mich allein» / «З тобою я одна»;
- Op. 9 — Шість багателей для струнного квартету (1911);
- Op. 10 — П'ять п'єс для оркестру (1911);
- Op. 11 — Три маленькі п'єси для віолончелі і фортепіано (1914);
- Op. 12 — Чотири пісні для голосу і фортепіано (1915—1917);

1. «Der Tag ist vergangen» / День пройшов (1915);
2. «Die geheimnisvolle Flöte» («An einem Abend») / «Таємнича флейта»
на вірші Чи Тай-бо з «Китайської флейти» Г. Бетге (1917);
3. «Schien mir’s, als ich sah die Sonne» / «Здавалося мені, коли я бачив сонце»
на вірші А. Стріндберга з «Сонати примар» (1915);
4. «Gleich und gleich» («Ein Blumenglöckchen») / «Один для одного»
на вірші І. У. Гете (1917);
- Op. 13 — Чотири пісні для голосу і оркестру (1914—1918);

1. «Wiese im Park» («Wie wird mir zeitlos»)
на слова Карла Крауса (1917);
2. «Die Einsame» («An dunkelblauem Himmel») / «Самотня»
на вірші Ван Сен-ю з «Китайської флейти» Г. Бетге (1914);
3. «In der Fremde» («In Fremdem Lande») / «На чужині» на вірші Георга Тракля
на вірші Чи Тай-бо з «Китайської флейти» Г. Бетге (1917);
4. «Ein Winterabend» («Wenn der Schnee») / «Зимовий вечір» (1918);
- Op. 14 — Шість пісень на вірші Георга Тракля (1917—1921);

1. «Die Sonne» / «Сонце»;
2. «Abendland I» / «Вечірній пейзаж I»;
3. «Abendland II» / «Вечірній пейзаж II»;
4. «Abendland III» / «Вечірній пейзаж III»;
5. «Nachts» / «Вночі»;
6. «Gesang einer gefangnen Amsel» / «Спів спійманого дрозда»;
- Op. 15 — П'ять духовних пісень для голосу, флейти, кларнета

(також бас-кларнета), труби, арфи і скрипки (також альта, 1917—1922);
1. «Das Kreuz, das musst' er tragen» / Хрест (1921)
2. Morgenlied «steht auf, ihr lieber Kinderlein» / Вранішня пісня (1922);
3. «In Gottes Namen aufstehen» / «З божим ім'ям вставати» (1921);
4. «Mein Weg geht jetzt vorüber» / «Мій шлях» (1922);
5. «Fahr hin, O Seel'» / «Йди, про душа» на вірші П. 
Розеггера (1917);
- Op. 16 — П'ять канонів для високого сопрано, кларнета і бас-кларнета

на латинські тексти (1924);
1. «Christus factus est» (1924);
2. «Dormi Jesu» (1923);
3. «Crux fidelis» (1923);
4. «Asperges me» (1923);
5. «Crucem tuam adoramus» (1924);
- Op. 17 — Три народні тексти

для голосу, скрипки (також альта), кларнета і бас-кларнета (1924);
на латинські тексти (1924);
1. «Armer Sünder, du» / «Бідний грішник» на вірші П. 
Розеггера (1924);
2. «Liebste Jungfrau» / «Свята діва» (1925);
3. «Heiland, unsere Missetaten» / «Рятівник» (1925);
- Op. 18 — Три пісні для голосу, кларнета in Es і гітари (1925);

1. «Schatzerl klein» / «Золотко» на вірші П. Розеггера;
2. Erlösung «Mein Kind, Sieh an» / «Порятунок» на слова з «Чарівного рогу хлопчика»;
3. «Ave, Regina Coelorum» на слова маріанського антифону;
- Op. 19 — Дві пісні для мішаного хору з інструментальним супроводом

(скрипка, кларнет, бас-кларнет, гітара і челеста)
на вірші І. У. Гете з «китайсько-німецьких часів дня і року» (1926);
1. «Weiß wie Lilien» / «Лілії свічок біліють»;
2. «Ziehn die Schafe» / «На лугу пасеться стадо»;
- Op. 20 — Струнне тріо в двох частинах (1926—1927);
- Op. 21 — Симфонія в двох частинах

для кларнета, бас-кларнета, двох валторн, арфи і струнних (1927—1928);
- Op. 22 — Квартет в двох частинах

для скрипки, кларнета, тенора-саксофона і фортепіано (1928—1930);
- Op. 23 — Три пісні для голосу і фортепіано

з «Непрохідного шляху» («Viae inviae») Йоне Гильдегард (1934);
1. «Das Dunkle Herz» / «Темне серце» (1934);
2. «Es stürzt aus Höhen Frische» / «Спрямовується з висот» (1933);
3. «Herr Jesus mein» / «Господь Ісус мій» (1933);
- Op. 24 — Концерт для 9 інструментів

(флейти, гобоя, валторни, труби, тромбона, скрипки, альта і фортепіано, 1931—1934);
- Op. 25 — Три пісні на вірші Г. Йоне для голосу і фортепіано (1934);

1. «Wie bin ich froh!» / «Як я радий»;
2. «Des Herzens Purpurvogel» / «Пурпурний птах серця»;
3. «Sterne, Ihr silbernen Bienen» / «Зірки»;
- Op. 26 — Світло очей (Das Augenlicht) для змішаного хору і оркестру

на слова Г. Йоне (1935);
- Op. 27 — Варіації для фортепіано в трьох частинах (1935—1936);
- Op. 28 — Струнний квартет в трьох частинах (1936—1938);
- Op. 29 — Перша кантата для сопрано, змішаного хору і оркестру

на слова Г. Йоне (1938—1940);
1. «Zündender Lichtblitz» / «Запалююча блискавка життя»;
2. «Kleiner Flügel» / «Маленьке крильце»;
3. «Tönen die Seligen Saiten Apolls» / «Звучать блаженні струни Аполлона»;
- Op. 30 — Варіації для оркестру (1940);
- Op. 31 — Друга кантата для сопрано, баса, змішаного хору і оркестру

на слова Г. Йоне (1943);
1. «Schweigt auch die Welt» / «Світ також мовчить»;
2. «Sehr tiefverhalten» / «Глибоко приховане внутрішнє життя»;
3. «Schöpfen aus Brunnen» / «Черпати їх фонтанів неба»;
4. «Lichteste Bürden» / «Якнайлегші ноші дерев»;
5. «Freundselig ist das Wort» / «Привітне слово»;
6. «Gelockert aus dem Schoße» / «Звільнений з лона».

## Твори без опусу
- Дві п'єси для віолончелі і фортепіано (1899)

1. Langsam G-dur;
2. Langsam F-dur
- В літньому вітрі (Im Sommerwind) Ідилія для великого оркестру по поемі Б. Вілле (1904)
- Повільна п'єса (Langsamer Satz) для струнного квартету (1905)
- Струнний квартет (1905)
- П'єса (Satz) для фортепіано (1906)
- Сонатна п'єса (рондо)  (Sonatensatz — Rondo) для фортепіано (1906)
- Рондо для струнного квартету (1906)
- Квінтет для фортепіано і струнного квартету (1907)
- П'єси для оркестру (1913)

1. Bewegt
2. Langsam (Sotenuto)
3. Sehr Bewegte Viertel
4. Langsame Viertel
5. Alla breve
- Соната для віолончелі і фортепіано (1914)
- Дитяча п'єса (Kinderstück) для фортепіано (1925)
- П'єса (Klavierstück) для фортепіано (1925)
- П'єса (Satz) для струнного тріо (1925)
- Пісні (1899—1914)

## Транскрипції
- Камерна симфонія Арнольда Шенберга op. 9 — для флейти (або 2-ї скрипки), кларнета (або альта), скрипки, віолончелі і фортепіано (1922-3)
- Німецькі танці Франца Шуберта — для оркестру (1931);
- Фуга (річерката)  І. С. Баха — для оркестру (1934-5);

## Музичні приклади
- А.Веберн, Кантата ор.21ⓘ
- А. Веберн, варіації ор.27 [Архівовано 26 січня 2007 у Wayback Machine.]